# Los Cortijos (métro de Caracas)
Pour les articles homonymes, voir Los Cortijos.
Los Cortijos est une station de la ligne 1 du métro de Caracas, inaugurée le 10 novembre 1989 lors du troisième et dernier prolongement de la ligne à l'est et l'ouverture du tronçon Los Dos Caminos - Palo Verde.